# Ognjen Dobrić
Ognjen Dobrić (cyr. Огњен Добрић; ur. 27 października 1994 w Kninie) – serbski koszykarz, występujący na pozycjach rzucającego obrońcy lub niskiego skrzydłowego, reprezentant kraju, od 2023 zawodnik Virtusu Bolonia.

## Osiągnięcia
Stan na 14 stycznia 2024, na podstawie, o ile nie zaznaczono inaczej.

### Drużynowe
- Mistrz:
  - ligi adriatyckiej (2017, 2019, 2021, 2022)
  - Serbii (2017, 2021–2023)
- Wicemistrz ligi adriatyckiej (2018, 2023)
- Zdobywca:
  - Pucharu Serbii (2017, 2021–2023)
  - superpucharu:
    - ligi adriatyckiej (2018)
    - Włoch (2023)
- Finalista Pucharu Serbii (2018–2020)

### Indywidualne
- MVP:
  - finałów ligi adriatyckiej (2022)
  - play-off ligi serbskiej (2017, 2021)
  - Pucharu Serbii (2023)
  - kolejki ligi:
    - adriatyckiej (3 runda półfinałów – 2017/2018, 10 – 2020/2021)
    - serbskiej (8 – 2016/2017)

### Reprezentacja
Seniorska
- Wicemistrz świata (2023)
- Uczestnik:
  - kwalifikacji olimpijskich (2021 – 2. miejsce)
  - europejskich kwalifikacji do mistrzostw świata (2017–2019 – 11. miejsce, 2021 – 8. miejsce)

Młodzieżowe
- Wicemistrz świata U–19 (2013)
- Brązowy medalista mistrzostw Europy U–20 (2014)
- Uczestnik uniwersjady (2015 – 9. miejsce)